# Генерал-капитан Королевской морской пехоты
Генерал-капитан Королевской морской пехоты (англ. Captain General Royal Marines) — высшее воинское звание и должность в Королевской морской пехоте Великобритании. Соответствует званиям «Фельдмаршал» в Британской Армии; «Маршал Королевских ВВС» в Королевских ВВС и «Адмирал флота» в Королевском ВМФ. Является «пятизвёздным» званием (по применяемой в НАТО кодировке — OF-10).

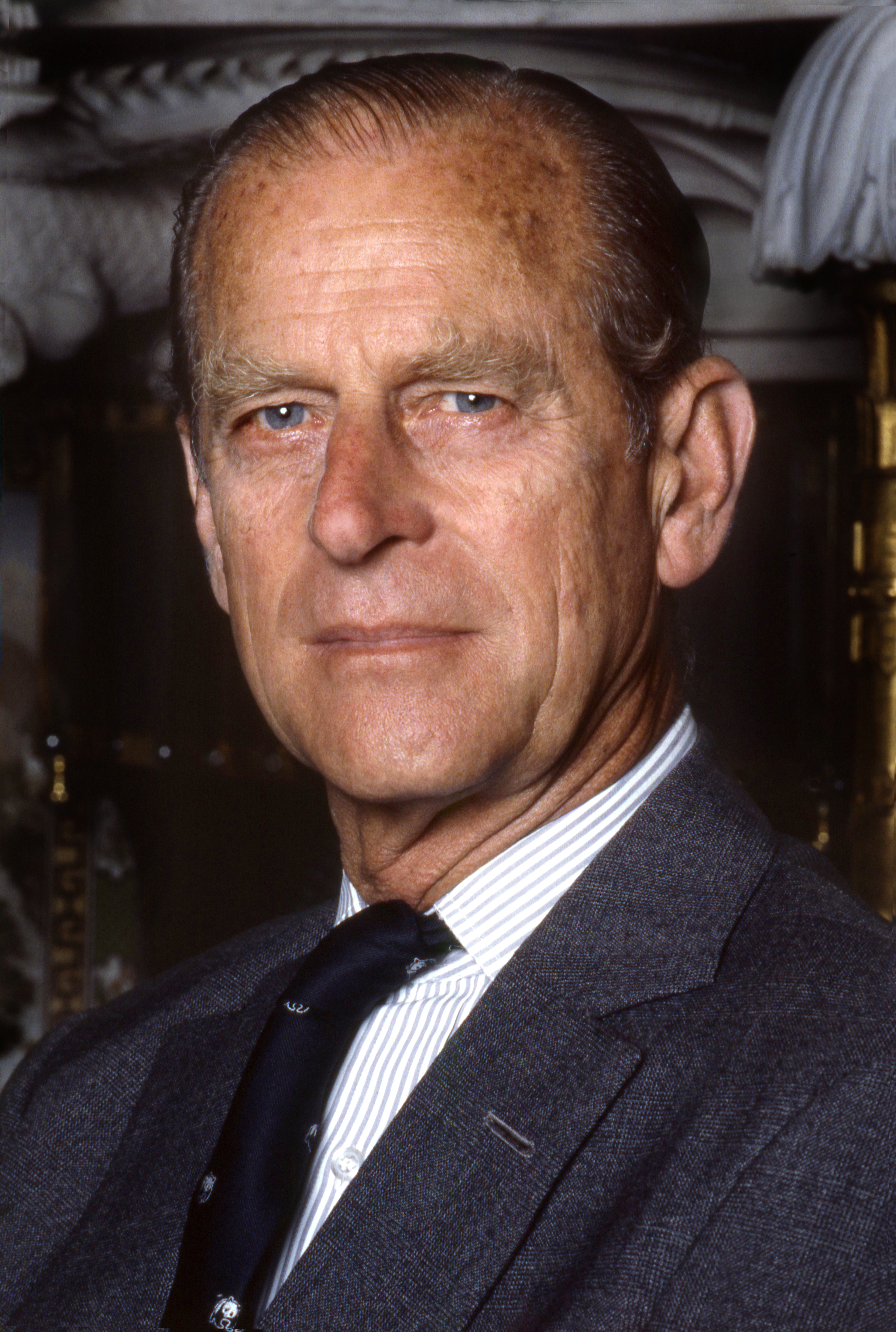
Филипп Маунтбеттен — один из носителей данного звания (1 июня 1953 года)

Следует за званием «Генерал» и является высшим званием для военнослужащих Королевской морской пехоты. Генерал-капитан является церемониальным главой Королевской морской пехоты. Эта должность отличается от должности Генерал-командующего Королевской морской пехотой в звании Генерала. Генерал-капитан назначается монархом Соединенного Королевства.

## История
Звание учреждено 1 января 1901 года под названием Главный полковник Королевской морской пехоты как высшее звание и должность в Королевской морской пехоте. Впервые новое звание присвоили в день учреждения Королю Великобритании и Ирландии Георгу V. В 1948 году, во время правления Георга VI (который тоже был удостоен звания «Главный полковник»), звание переучредили под названием Генерал-капитан Королевской морской пехоты. На протяжении всей истории Королевской морской пехоты это звание носили 7 человек — все они члены британской королевской семьи.

## Знаки различия
Форма и знаки различия, которые носит генерал-капитан, соответствуют форме полковника Королевской морской пехоты или выше, в зависимости от текущего или ранее занимаемого звания назначенного лица. Как генерал-капитан Королевской морской пехоты, принц Гарри имел право носить знаки различия Фельдмаршала или Генерал-майора. Несмотря на это, Гарри, по крайней мере в некоторых случаях, носил знаки различия полковника, которые традиционно носят некоторые офицеры британской армии в качестве почетного звания.

## Носители звания
| № | Фото            | Имя (Годы жизни)        | Звание                                  | Срок полномочий | Срок полномочий | Срок полномочий            | Сноска        |
| № | Фото            | Имя (Годы жизни)        | Звание                                  | Начало          | Конец           | Время в должности          | Сноска        |
| - | --------------- | ----------------------- | --------------------------------------- | --------------- | --------------- | -------------------------- | ------------- |
| 1 |                 | Георг V (1865–1936)     | Главный полковник                       | 1 января 1901   | 20 января 1936  | 35 лет, 19 дней            | [ 11 ]        |
| 2 |                 | Эдуард VIII (1894–1972) | Главный полковник                       | 23 марта 1936   | 11 декабря 1936 | 8 месяцев, 19 дней         | [ 12 ]        |
| 3 |                 | Георг VI (1895–1952)    | Главный полковник                       | 11 декабря 1936 | 8 октября 1948  | 15 лет, 57 дней            | [ 4 ]         |
| 3 | Генерал-капитан | Георг VI (1895–1952)    | 8 октября 1948                          | 6 февраля 1952  | [ 13 ]          | 15 лет, 57 дней            |               |
| 4 | Генерал-капитан |                         | Филипп, герцог Эдинбургский (1921–2021) | 1 июня 1953     | 19 декабря 2017 | 64 года, 201 день          | [ 14 ] [ 15 ] |
| 5 | Генерал-капитан |                         | Гарри, герцог Сассекский (род. 1984)    | 19 декабря 2017 | 10 февраля 2020 | 2 года, 53 дня             | [ 21 ] [ 22 ] |
| 6 | Генерал-капитан |                         | Принцесса Анна (род. 1950)              | 10 февраля 2020 | 28 октября 2022 | 2 года, 8 месяцев, 18 дней | [ 23 ]        |
| 7 | Генерал-капитан |                         | Карл III (род. 1948)                    | 28 октября 2022 | Настоящее время |                            | [ 24 ]        |